# Ted Cruz
Ted Cruz (Calgary, 1970. december 22. –) politikus és ügyvéd, Texas állam republikánus szenátora 2013 óta. 

## Életpályája
2013 óta Texas állam szenátora. Indult a 2016-os Amerikai elnökválasztáson a republikánus párt elnökjelölti pozíciójáért, és Donald Trump mögött a második helyen végzett.
Cruz 2012-ben sikerrel pályázta meg Texas egyik, éppen megüresedő szenátusi helyét. Ő az első spanyol-amerikai, aki Texast képviseli a szenátusban. 2016-ban Cruz indult a republikánus elnökjelöltségért. 12 államot megnyert, mielőtt visszalépett Donald Trump nyilvánvaló győzelme miatt. 2018-ban újjáválasztották a szenátusba, azonban nagyon kicsi előnnyel (50,9%) Beto O'Rourke ellen (48,3%). Ez volt az Egyesült Államok történetének addigi legdrágább szenátusi választási versenye. Cruz a három kubai származású szenátor egyike Bob Menendez és Marco Rubio mellett.